# Ілі (Англія)

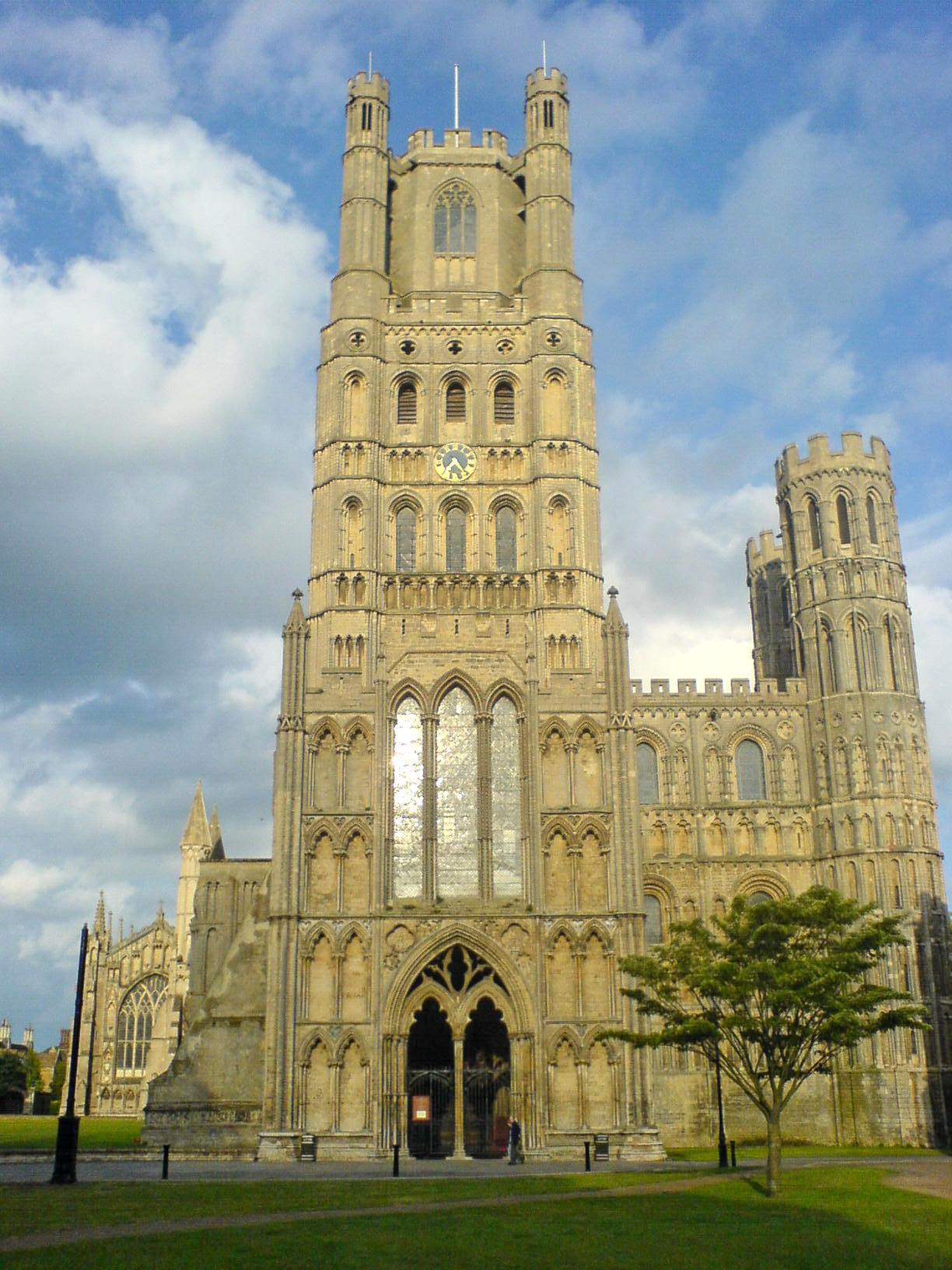
Собор Ілі (будувався з 1083 по 1351 рік)

Ілі (англ. Ely) — соборне місто в Англії (населення 15 102 осіб — 2001 р.), розташоване в Східному Кембриджширі (графство Кембриджшир розташоване на сході Англії), за 23 км на північний схід від Кембриджа.
Ілі неофіційно вважається резиденцією єпархії, затвердженої Королівською Грамотою 1974 року. В той час, у процесі реорганізації місцевої адміністрації, була сформована парафіяльна рада графства.
За населенням Ілі є третім з найменших міст Англії (після Уелса, що в графстві Сомерсет, і Лондонського Сіті) та шостим у всій Великій Британії (менші за нього також міста Сент-Дейвідс, Бангор та Арма).

## Пам'ятки
У місті є багато історичних будівель та мальовничих звивистих вуличок з багатьма крамницями. Міський ринок працює щочетверга та щосуботи. Ілі розташоване на річці Грейт Уз. До VIII століття тут знаходився великий річковий порт, після чого болота осушили, і місто втратило своє «острівне» розташування. Досі річка є улюбленим місцем відпочинку. Тут знаходиться великий причал для любителів прогулянок на човнах. Спортивна команда з веслування Кембридзького університету має базу на річці Грейт Уз. Щорічно тут проводяться річкові «перегони» на човнах— зазвичай змагаються команди Кембридзького та Оксфордського університетів.
Подейкують, що назва міста походить від англійського «eel», тобто вугор. Ця версія є цілклм імовірною, оскільки місто розташоване в низині, на болотах, де водилося чимало вугрів. Є відомості, що у XI столітті місцеві ченці послуговувалися вугрями як засобом сплати своїх податків.

## Історія міста
Історія міста сягає корінням в глибоке минуле. Перша згадка сягає 673 року, коли було описано абатство за милю від селища Кратендун (Cratendune) острова Ілі, яке знаходилося в підпорядкуванні святої Етельдреди, дочки короля Східної Англії Анни. Абатство було зруйновано 870 року данськими завойовниками та понад 100 років не відновлювалося. Селище до останнього чинило опір Вільгельму I, що прагнув завоювати Англію. Опір місцевих жителів було зламано лише 1071 року.

## Знамениті уродженці
- Саймон Маккоркіндейл (1952—2010) — британський актор, режисер, сценарист та продюсер
- Ендрю Елдріч (*1959) — лідер британської рок-групи The Sisters of Mercy
- Гай Пірс (*1967) (народився в м. Ілі, однак у віці 3 років переїхав з батьками в Австралію) — актор.